# Dance with Devils
Dance with Devils (ダンス・ウィズ・デビルス?, Dansu wizu Debirusu) è una serie televisiva anime realizzata dalla Brain's Base per la regia di Ai Yoshimura, trasmessa in Giappone tra il 7 ottobre e il 23 dicembre 2015. Un adattamento manga, scritto da Samako Natsu e intitolato Dance with Devils -Blight- (ダンス・ウィズ・デビルス ブライト?, Dansu wizu Debirusu Buraito), ha iniziato la serializzazione sulla rivista GFantasy della Square Enix il 18 settembre 2015. Un videogioco basato sulla serie, prodotto dalla Rejet, sarà pubblicato per PlayStation Vita il 24 marzo 2016.

## Trama
La storia ruota attorno alle vicende di Ritsuka Tachibana, una studentessa dell'accademia Shikō. Un giorno Ritsuka  viene convocata dal presidente del consiglio studentesco e dai suoi tre"colleghi". Alla fine scoprirà che tutti e quattro sono demoni e che stanno cercando il grimorio perché credono sia custodito dalla famiglia Tachibana. Dopo una serie di episodi si scoprirà che il grimorio si trova nella stessa Ritsuka, e che è figlia di un'umana, Maria, e del Re dei demoni. Quando il Re dei vampiri cercherà di portarle via il grimorio succhiandole tutto il sangue dal corpo prima che compia i 17 anni, i quattro demoni, il fratello, che si rivelerà essere il cugino di Ritsuka e Cerberus, mostro a tre teste guardiano della porta degli inferi e servitore del Re dei demoni sotto forma umana, salvano Ritsuka essendo tutti e sei innamorati di quest'ultima. A mezzanotte Ritsuka perderà il grimorio e per i quattro demoni non c'è più bisogno di rimanere nel mondo umano. Ritsuka può scegliere se rimanere nel suo mondo o andare con Rem, il demone che ama, nel mondo di quest'ultimo. Ritsuka però sceglierà di rimanere nel suo mondo con sua madre e suo fratello/cugino dicendo quindi addio, con un bacio, al suo amato demone.

## Personaggi
Ritsuka Tachibana (立華 リツカ?, Tachibana Ritsuka)
Doppiata da: Himika Akaneya
Una ragazza di sedici anni che frequenta il secondo anno all'accademia Shikō e che vive da sola con sua madre in città. Più tardi si scopre che il grimorio proibito è dentro di lei e che suo padre è il re dei demoni Maksis.
Rem Kaginuki (鉤貫 レム?, Kaginuki Remu)
Doppiato da: Sōma Saitō
Un demone che ricopre il ruolo di presidente nel consiglio studentesco dell'accademia Shikō. All'inizio il suo scopo è quello di impossessarsi del grimorio tramite Ritsuka, ma nel corso della serie si innamorerà di quest'ultima e tenterà di proteggerla sia dai vampiri sia dagli altri demoni. Quando il grimorio scompare è costretto a tornare del mondo dei demoni e chiede a Ritsuka di andare con lui, ma lei decide di rimanere nel mondo umano.
Lindo Tachibana (立華 リンド?, Tachibana Rindo)
Doppiato da: Wataru Hatano
Un esorcista che frequenta il terzo anno all'accademia Shikō. Presunto fratello maggiore di Ritsuka, è in realtà suo cugino, ma anche un dhampiro nato dalla sorella di Maria e dal re dei vampiri. È sinceramente innamorato di Ritsuka, tanto da essere disposto a sacrificare la propria vita pur di proteggerla.
Urie Sogami (楚神 ウリエ?, Sogami Urie)
Doppiato da: Takashi Kondō
Un famoso demone molto popolare tra le ragazze. Amico d'infanzia di Rem, è il vice-presidente del consiglio studentesco dell'accademia Shikō. È attratto da Ritsuka per via del suo profumo ed è disposto a farle del male pur di farla sua. Non va d'accordo con Mage.
Mage Nanashiro (南那城 メイジ?, Nanashiro Meiji)
Doppiato da: Subaru Kimura
Un demone che ricopre il ruolo di segretario nel consiglio studentesco. Anche lui incomincerà a provare dei sentimenti verso Ritsuka, e per questo sarà sempre in competizione con Urie.
Shiki Natsumezaka (棗坂 シキ?, Natsumezaka Shiki)
Doppiato da: Daisuke Hirakawa
Un angelo caduto masochista che ricopre il ruolo di tesoriere nel consiglio studentesco. Innamoratosi di Ritsuka, sarà disposto a ucciderla pur di stare per sempre con lei.
Maria Tachibana (立華 マリア?, Tachibana Maria)
La madre di Ritsuka e zia di Lindo, che più tardi viene catturata da coloro che aspirano al grimorio. In passato il re dei demoni Maksis si innamorò di lei e dalla loro relazione nacque Ritsuka.
Azuna Kuzuha (葛葉 アズナ?, Kuzuha Azuna)
La migliore amica di Ritsuka, la quale è consapevole dell'esistenza di esseri soprannaturali ed è esorcista. Morirà nel tentativo di proteggere Ritsuka.
Roen (ローエン?, Rōen)
Doppiato da: Kazutomi Yamamoto
Il pomerania di Rem, il cui vero nome è Cerbero, il cane da guardia dell'Inferno. Vecchio servitore di un demone di nome Maksis, nel corso dell'anime si scoprirà poi essere sempre stato al servizio di quest'ultimo. Usa Rem per arrivare al grimorio. Prova un certo interesse per la protagonista.
Jek (ジェキ?, Jeki)
Doppiato da: Yūto Suzuki
Un vampiro in cerca del "grimorio proibito" al servizio del Re dei Vampiri. Morirà per mano di Lindo durante lo scontro finale.

## Produzione
L'adattamento anime è stato coprodotto dalla sviluppatrice di videogiochi Rejet, dallo studio musicale Elements Garden e dalla casa discografica Avex Group. La serie televisiva, animata dalla Brain's Base e diretta da Ai Yoshimura, è andata in onda dal 7 ottobre al 23 dicembre 2015. Le sigle di apertura e chiusura sono rispettivamente Kakusei no Air (覚醒のAir? lett. "Aria di risveglio") di Wataru Hatano e Mademo★iselle dei Pentacle (un gruppo formato dai doppiatori Sōma Saitō, Hatano, Takashi Kondō, Subaru Kimura e Daisuke Hirakawa). In America del Nord i diritti sono stati acquistati dalla Funimation.

### Episodi
| Nº | Titolo italiano (traduzione letterale) Giapponese 「Kanji」 - Rōmaji                                            | In onda          | In onda |
| Nº | Titolo italiano (traduzione letterale) Giapponese 「Kanji」 - Rōmaji                                            | Giapponese       |         |
| 1  | Una quadriglia di perversione e proibizione 「倒錯と禁断のカドリール」 - Tōsaku to kindan no kadorīru           | 7 ottobre 2015   |         |
| 2  | Un jitterbug di dubbi e segreti 「迷いと秘密のジルバ」 - Mayoi to himitsu no jiruba                             | 14 ottobre 2015  |         |
| 3  | Un tango di passione e seduzione 「情熱と誘惑のタンゴ」 - Jōnetsu to yūwaku no tango                            | 21 ottobre 2015  |         |
| 4  | Un bolero di solitudine e malinconia 「孤独と哀愁のボレロ」 - Kodoku to aishū no borero                         | 28 ottobre 2015  |         |
| 5  | Una break dance di vanagloria e impulsività 「独尊と衝迫のブレーキン」 - Dokuzon to shōhaku no burēkin          | 4 novembre 2015  |         |
| 6  | Una farandola di reminiscenza e labirinti 「追想と迷宮のファランドール」 - Tsuisō to meikyū no farandōru        | 11 novembre 2015 |         |
| 7  | Un pas de deux di innocenza e fantasia 「幻想と純真のパ・ド・ドゥ」 - Gensō to junshin no pa do du              | 18 novembre 2015 |         |
| 8  | Un valzer di transitorietà 「仮初のワルツ」 - Karisome no warutsu                                               | 25 novembre 2015 |         |
| 9  | Un grido di guerra di segreti e contrarietà 「秘め事と裏腹のウォークライ」 - Himegoto to urahara no wō kurai    | 2 dicembre 2015  |         |
| 10 | Una tarantella di desideri e inganni 「欲望と偽りのタランテラ」 - Yokubō to itsuwari no tarantera               | 9 dicembre 2015  |         |
| 11 | Una samba corvino-cremisi 「漆黒と紅蓮のサンバ」 - Shikkoku to guren no sanba                                   | 16 dicembre 2015 |         |
| 12 | Un ballo dell'opera di Vienna di fine e inizio 「終わりと始まりのオーパンバル」 - Owari to hajimari no ōpanbaru | 23 dicembre 2015 |         |